# Leonardo Puga
Leonardo Adrián Troccoli Puga (Ramos Mejía, 24 de abril de 2000), conocido por su nombre artístico Imruso, es un fotógrafo argentino. Su obra se centra principalmente en el mundo del rap latinoamericano y de la industria de la música en general. Durante su carrera ha trabajado con figuras del género urbano como Trueno, RepliK, Dtoke, Cazzu, Yoiker, Lautaro López, Bhavi y Duki, y en eventos como la Semana de la Moda de Buenos Aires, la Freestyle Master Series y Combate Freestyle para la cadena Space, entre otros. En 2022 fue reconocido como el fotógrafo del año en los CC Awards.

## Biografía

### Primeros años
Puga nació en la localidad de Ramos Mejía el 24 de abril de 2000. A comienzos de la década de 2010 empezó a desarrollar su pasión por el rap y el freestyle, y se convirtió en seguidor de eventos como la Batalla de los Gallos de Red Bull. Cuando las competencias de plaza se hicieron populares en su ciudad, empezó a asistir a batallas en barrios de La Matanza y a eventos como El Campito Free, oficiando en algunos casos como jurado.

### Carrera
En 2018, Puga empezó a realizar sus primeros trabajos fotográficos. Adoptó su nombre artístico Imruso en el evento God Level Grand Slam 2VS2, una competencia internacional de freestyle rap. Ese mismo año cubrió como fotógrafo la colección Dancers and White del diseñador Gabriel Lage. En 2019 asistió a la final nacional de Freestyle Master Series en su país natal, y su obra fotográfica del evento tuvo repercusión en las redes sociales.
A comienzos del año 2020 participó nuevamente en el Freestyle Master Series en su cuarta etapa, desarrollada en Santiago de Chile. Durante el confinamiento por la pandemia de Covid-19, Puga trabajó activamente en las redes sociales y desarrolló en su página de internet una serie de rompecabezas con sus fotografías, y cuando se permitieron algunos eventos en su país, trabajó en la competencia Combate Freestyle para el canal de suscripción Space y nuevamente en el FMS Argentina.
En 2021 también participó como fotógrafo en la BAFWeek o Semana de la Moda de Buenos Aires 2021, en la que capturó imágenes de artistas del género urbano como Cazzu, Bhavi y Duki, y realizó una campaña publicitaria para la marca de ropa CLAN. Ese mismo año cubrió el Freestyle Master Series Internacional. Durante su carrera ha participado en otros eventos relacionados como la Shaolin Battles Argentina y la Copa Federación de Freestyle Rap Federation.
El 12 de noviembre de 2021 participó en el evento benéfico McDía Feliz, en el que el dinero recaudado por la venta de la hamburguesa Big Mac fue destinado para ayudar a la Fundación Sí y a la Casa Ronald McDonald. Entre el 23 de noviembre y el 3 de diciembre del mismo año realizó su primera muestra virtual de fotografía en el Espacio Cultural Carlos Gardel, establecimiento perteneciente al Ministerio de Cultura del Gobierno de la Ciudad de Buenos Aires. En el evento expuso fotografías de cantantes como RepliK, Duki, Bhavi, Trueno, Papo y Emanero, entre otros.

### Actualidad
En enero de 2022, Puga fue reconocido como el mejor fotógrafo del año en la gala de los CC Awards. En diciembre del mismo año presentó una exhibición basada en imágenes del artista urbano Seven Kayne en el Espacio Cultural Carlos Gardel.
Actualmente continúa su formación profesional en la Escuela Argentina de Fotografía.

## Premios y reconocimientos
| Año  | Evento    | Categoría               | Resultado | Ref.  |
| ---- | --------- | ----------------------- | --------- | ----- |
| 2022 | CC Awards | Mejor fotógrafo del año | Ganador   | [ 5 ] |